# Pad Zapadnog Rimskog Carstva
Pad Zapadnog Rimskog Carstva bio je gubitak središnje političke kontrole u Zapadnom Rimskom Carstvu, proces u kojem Carstvo nije uspjelo provesti svoju vlast, a njegov golem teritorij podijeljen je na nekoliko država nasljednica. 
Rimsko Carstvo izgubilo je snagu, koja mu je omogućila učinkovitu kontrolu nad svojim zapadnim provincijama. Suvremeni povjesničari kao važne čimbenike uključuju: nekompetentnost careva, unutarnje borbe za vlast, vjerske promjene tog razdoblja i neučinkovitost civilne uprave. Sve veći pritisak barbara također je uvelike pridonio kolapsu. Klimatske promjene, endemske i epidemijske bolesti potaknule su mnoge od ovih neposrednih čimbenika. Razlozi Pada Zapadnoga Rimskoga Carstva glavni su predmeti historiografije antičkog svijeta i utječu na mnoge moderne diskurse o neuspjehu države.
Godine 376., neukrotivi broj Gota i pripadnika drugih plemena i naroda, koji nisu bili Rimljani, bježeći od Huna, ušao je u Carstvo. Godine 395., nakon pobjede u dva razorna građanska rata, Teodozije I. preminuo je, ostavljajući urušenu vojsku, a Carstvo, koje su još uvijek mučili Goti, bilo je podijeljeno između zaraćenih rukovodećih pristaša njegova dva nesposobna sina. Daljnje barbarske skupine prešle su Rajnu i druge granice i, poput Gota, nisu bile istrijebljene, protjerane ili potčinjene. Oružane snage Zapadnog Carstva postale su malobrojne i neučinkovite, a unatoč kratkim oporavcima pod sposobnim vođama, središnja vlast nikada nije bila učinkovito konsolidirana.
Do 476. godine položaj zapadno-rimskog cara imao je zanemarivu vojnu, političku ili financijsku moć i nije imao učinkovitu kontrolu nad raštrkanim zapadnim domenama koje bi se još mogle opisati kao rimske. Barbarska kraljevstva uspostavila su vlastitu moć na većem dijelu područja Zapadnog Carstva. Godine 476.  germanski vojskovođa Odoakar svrgnuo je posljednjeg cara Zapadnog Rimskog Carstva u Italiji, Romula Augustula, a Senat je poslao carske oznake istočnorimskom caru Flaviju Zenonu.
Dok je legitimitet trajao stoljećima dulje, a kulturni utjecaj ostao do danas, Zapadno Rimsko Carstvo nikada nije imalo snage da se ponovno podigne. Istočno Rimsko Carstvo, odnosno Bizantsko Carstvo preživjelo je, i iako je oslabljeno, stoljećima je ostalo djelotvorna sila istočnog Mediterana.
Iako je gubitak političkog jedinstva i vojne kontrole općepriznat, pad nije jedini koncept koji ujedinjuje ove događaje; razdoblje opisano kao kasna antika naglašava kulturne kontinuitete tijekom i nakon političkog kolapsa.